# 첨단산업로
첨단산업로(Cheomdansaneop-ro)는 충청북도 충주시 대소원면 첨단삼거리와 충주시 엄정면 목계삼거리를 잇는 충청북도의 도로이다.

## 주요 경유지
충청북도
- 충주시 (대소원면 - 중앙탑면 - 엄정면)

## 노선
| 이름        | 접속 노선                          | 소재지 | 소재지   | 비고 |
| ----------- | ---------------------------------- | ------ | -------- | ---- |
| 첨단삼거리  | 국도 제3호선 (중원대로)            | 충주시 | 대소원면 |      |
| 첨단교      |                                    | 충주시 | 대소원면 |      |
| 갈동사거리  | 국가지원지방도 제82호선 (탄금대로) | 충주시 | 중앙탑면 |      |
| 탑평2교     |                                    | 충주시 | 중앙탑면 |      |
| 가흥 교차로 | 국도 제38호선 (북부로)             | 충주시 | 중앙탑면 |      |
| 가흥삼거리  | 가곡로                             | 충주시 | 중앙탑면 |      |
| 장천교      |                                    | 충주시 | 중앙탑면 |      |
| 목계교      |                                    | 충주시 | 중앙탑면 |      |
|             | 엄정면                             | 충주시 |          |      |
| 목계삼거리  | 구룡로                             | 충주시 |          |      |

## 주요 건물 및 시설
- HD현대오일뱅크 직영 서충주주유소 (첨단산업로 123/본리 1100)
- 중앙탑휴게소 (첨단산업로 970/장천리 783-1)
- SK에너지 징미산주유소 (첨단산업로 1208/장천리 1025-7)
- GS칼텍스 목계주유소 (첨단산업로 1357/가흥리 19-1)